# Aliança do Tocantins
Aliança do Tocantins est une municipalité brésilienne située dans l'État du Tocantins.